# كلارنس سينيور
كلارنس سينيور (بالإنجليزية: Clarence Senior)‏ هو أكاديمي أمريكي، ولد في 1903، وتوفي في 1974.